# J.B. Tresch
J.B. Tresch (ur. 15 stycznia 1773 w Nidderfeelen, zm. tamże 21 kwietnia 1821 roku) – luksemburski kompozytor, znany głównie jako autor opracowania hymnów Ave Maria, Jubiläum, Sacerdotes Domini i Offertorium. Utożsamiany jest z Jeanem-Baptiste’em Treschem. Tworzył w stylu klasycystycznym, zaś wszystkie jego zachowane dzieła mają charakter sakralny.